# Charaxes epijasioides
Charaxes epijasioides är en fjärilsart som beskrevs av Lederer 1944. Charaxes epijasioides ingår i släktet Charaxes och familjen praktfjärilar. Inga underarter finns listade i Catalogue of Life.